# 棱果柯
棱果柯（学名：Lithocarpus triqueter）为壳斗科柯属下的一个种。

## 扩展阅读
- 維基物種上的相關：棱果柯